# Caroline Winterer

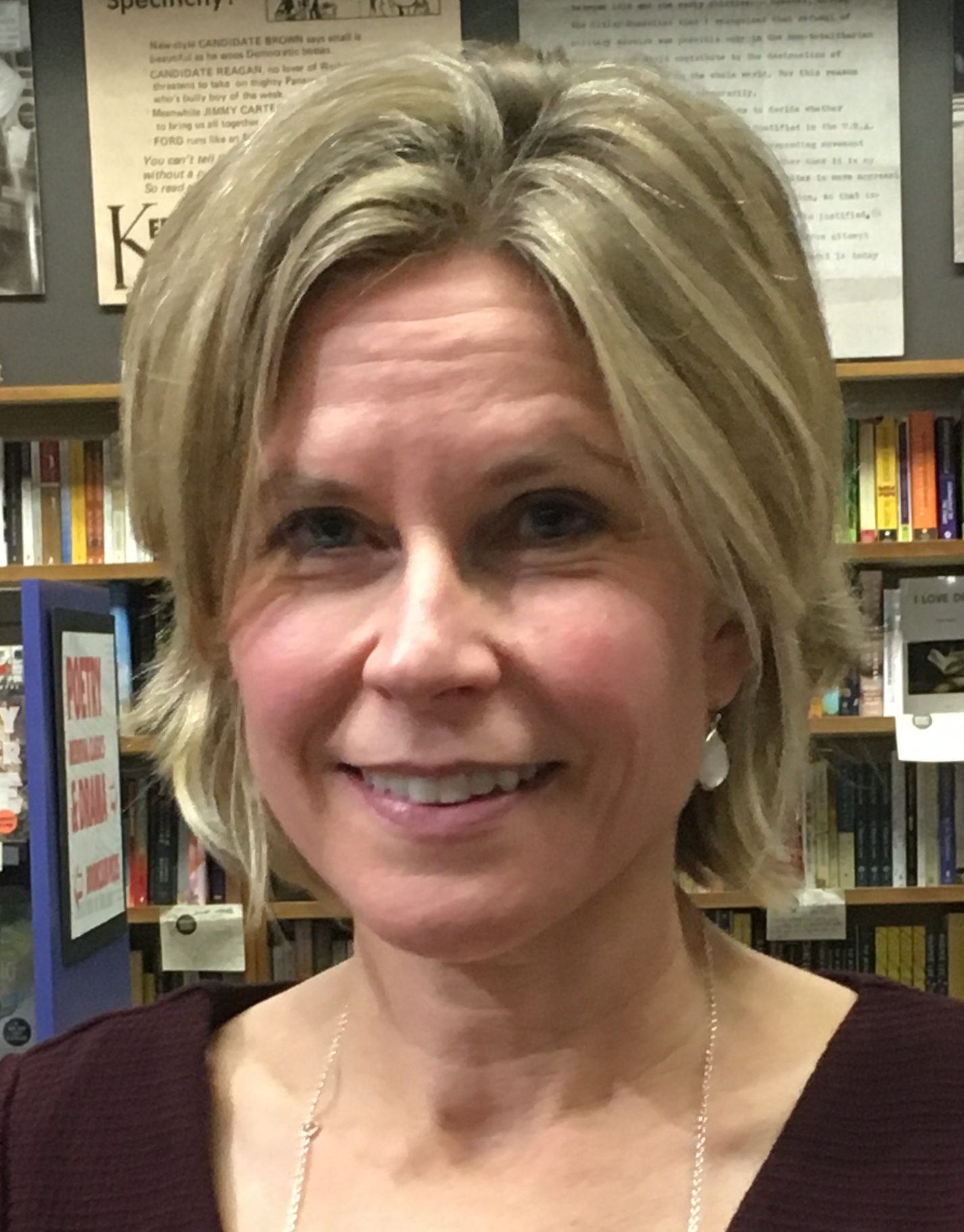
Caroline Winterer

Caroline Winterer (* 1966) ist eine US-amerikanische Historikerin. 

## Leben
Sie hält die Anthony P. Meier Family Professur für Geisteswissenschaften an der Stanford University und ist auch Professor für Geschichte und aus Höflichkeit für Altertumswissenschaft. Seit 2013 ist sie Direktorin des Stanford Humanities Center. Sie erhielt ihren B.A. vom Pomona College und ihren Ph.D. von der Universität Michigan.
Ihr Spezialgebiet ist die amerikanische Geschichte vor 1900, insbesondere die Ideengeschichte, die politische Theorie und die Wissenschaftsgeschichte.